# Homosexuell propaganda

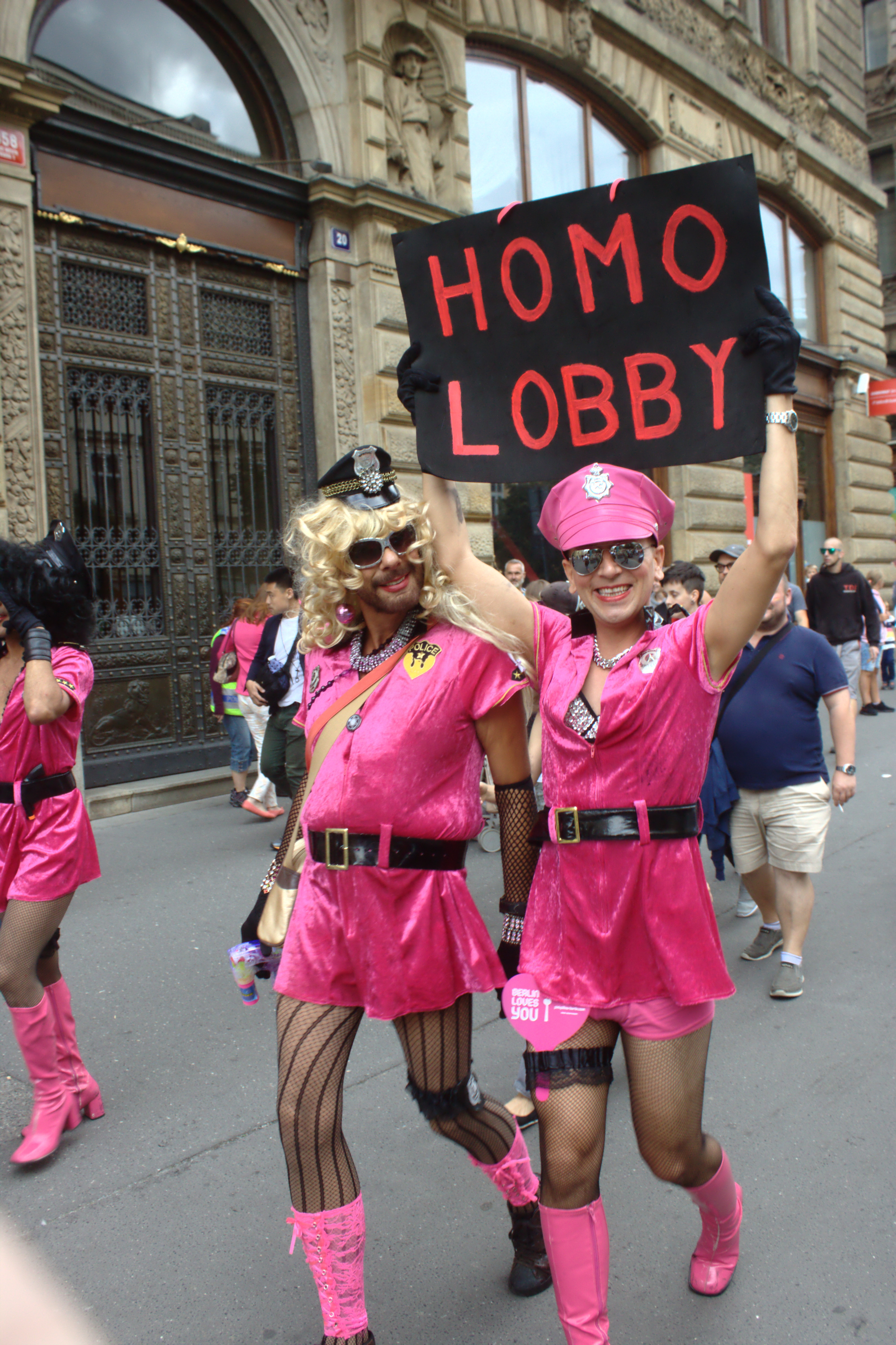
Deltagare i Prague Pride 2017 med en satirisk "Homo lobby"-skylt.

Homosexuell propaganda (propaganda för homosexualitet, HBTQ-propaganda, gay-propaganda) är ett begrepp i en homofobisk diskurs för att beskriva verksamheter, information och opinionsbildning som syftar till att skapa ett samhälle där människor har lika rättigheter och möjligheter oavsett sexuell läggning, könsidentitet eller könsuttryck.
HBTQ-rörelsen och organisationer för mänskliga rättigheter använder inte begreppet, utan argumenterar för att ”den verksamhet som syftar till att sprida information för att övervinna den negativa attityden mot företrädare för HBT-personer” inte är propaganda, och att uttrycket bottnar i homofobiska och populistiska argument.

## Användning av begreppet
Begreppet används av motståndare till HBTQ-personers rättigheter, alltid i syfte att framställa HBTQ-rörelsen i negativ dager och försvåra en diskussion om mänskliga rättigheter. Ibland kombinerat med lagar för att förbjuda information om HBTQ-personer, homo- och bisexualitet, transpersoners könsidentitet och könsuttryck, hbtq-personers livsvillkor och hbtq-organisationer och stödverksamhet.
I västeuropa är begreppet kontroversiellt och används bara av högerextrema organisationer och konservativa religiösa samfund. 

### Exempel i Sverige
Högerextrema organisationer, bland andra Nordiska Motståndsrörelsen, använder frekvent varianter av begreppet. Kristna värdepartiet ville 2014 stoppa alla statliga medel som går till vad de kallar "homopropaganda".

## Lagstiftning
2016 var "homosexuell propaganda" förbjudet i 17 länder. Däribland Algeriet, Egypten, Libyen, Marocko, Nigeria, Somalia, Tunisien, Irak, Iran, Jordanien, Kuwait, Libanon, Qatar, Saudiarabien, Syrien, Ryssland, Litauen. 2021 förbjöds det i Ungern.

### Ryssland
11 juni 2013 antog ryska Duman en lag som förbjuder "propaganda för icke traditionella sexuella relationer" bland minderåriga. I Sverige har den blivit känd som "den ryska antihomolagen". Förbudet diskuterades mycket i media i samband med Olympiska vinterspelen 2014, i Sotji i Ryssland. Bland annat genomförde den svenska höjdhopperskan Emma Green en protest, då hon deltog med regnbågsfärgat nagellack.

### Storbritannien
Den 24 maj 1988 införde Margaret Thatcher lagen Section 28, som förbjöd skolor att informera om homosexualitet eller att beskriva det som en acceptabel livsstil. Kommuner förbjöds att finansiera ”homosexuell propaganda”. I Skottland avskaffades lagen den 21 juni 2000, i England och Wales avskaffades lagen den 18 november 2003. 

### Ungern
I juni 2021 förbjöd Ungern spridandet av information som, enligt den konservativa högerregeringen, sprider homosexualitet. Lagen var en i en lång rad åtgärder som diskriminerar hbtq-personer i Ungern, och den fick stark kritik både inom och utanför landet.

### USA
Floridas guvernör Ron DeSantis har bland annat förbjudit diskussioner om sexuell läggning och könsidentitet i skolor, genom Florida Parental Rights in Education Act från 2022. Lagen är mer känd som Floridas Don't Say Gay-bill, och innebär bland annat att lärare riskerar förlora jobbet om de pratar om hbtqi-personer.
Det är olagligt att sprida information om homosexualitet i Alabama, Arizona, Louisiana, Mississippi, Oklahoma, South Carolina, Texas och Utah. Lagarna förbjuder lektioner som talar till stöd för homosexualitet. I Arizona är det förbjudet att berätta för elever om homosexualitet som ett "positivt alternativ" och det anses vara olämpligt att lära ut "säkra metoder för homosexuellt sex". I sexualundervisningen i Alabama och Texas menas att "homosexualitet inte är en livsstil som är godtagbar för allmänheten." Lärare i dessa stater är skyldiga att undervisa om att "homosexuella handlingar är brottsliga," trots att kriminalisering av homosexuella relationer sedan 2003 strider mot grundlagen. 
1978 utarbetade Kaliforniens dåvarande senator John Briggs ett förslag till en lag, som förbjöd homosexuella att undervisa i offentliga skolor i Kalifornien. Förslaget blev känt som "The Briggs initiative". Det mötte stort motstånd från bland andra den öppet homosexuelle politikern Harvey Milk, och röstades ned med stor majoritet. I en intervju påstod Briggs att förslaget inte var riktat mot homosexuella utan endast skulle ses som politik.

### Österrike
I samband med att sexuell aktivitet mellan samtyckande vuxna avkriminaliserades 1971 infördes fyra nya paragrafer som rör homosexualitet, bland annat den om förbud mot HBT-organisationer. Förbudet upphävdes 1997.

### Uganda
Uganda har en av världens strängaste antigay-lagar. Att öppet ”främja homosexualitet” kan ge 20 års fängelse.

## FN:s ståndpunkt
Kontoret för FN:s högkommissarie för mänskliga rättigheter gjorde ett fördömande uttalande i mitten av augusti 2013, som antogs i Ryssland och Moldavien, och är under behandling i det ukrainska parlamentet. Rådgivare för FN:s högkommissarie för de mänskliga rättigheterna Claude Cahn sade: 
"De restriktioner som införts i vissa delar av Östra Europa är till sin natur diskriminerande, både i avsikt och handling. De lägger begränsningar på rättigheter som yttrandefrihet, föreningsfrihet och fredliga sammankomster samt på arbetet för mänskliga rättigheter".